# Lan Lăng
Lan Lăng (tiếng Trung: 兰陵县, Hán Việt: Lan Lăng huyện) là một huyện thuộc địa cấp thị Lâm Nghi, tỉnh Sơn Đông, Cộng hòa Nhân dân Trung Hoa. Huyện này có diện tích 1889,86, dân số 1,17 triệu (2001). Huyện Lan Lăng được chia thành các đơn vị hành chính gồm 21 trấn.